# Möckern
Möckern ist eine Kleinstadt im Landkreis Jerichower Land im östlichen Sachsen-Anhalt.

## Geografi
Byen ligger i den vestlige del af landskabet Fläming. Delstatshovedstaden Magdeburg ligger 23 kilometer mod vest, og landkreisens administrationsby Burg ligger 15 kilometer mod nord. Gennem byen løber floden Ehle, der er en biflod til Elben og mod øst ligger en 50 km² stor fyrreskov.
Til Möckern hører landsbyerne : Brietzke, Büden, Dalchau, Friedensau, Glienicke, Hohenziatz, Kalitz, Klein Lübars, Lochow, Lübars, Lühe, Lütznitz, Lüttgenziatz, Pabsdorf, Riesdorf, Stegelitz, Theeßen mit Räckendorf, Wendgräben, Wörmlitz, Zeppernick og Ziepel.
1. januar 2009 blev byen Loburg og kommunerne Dörnitz, Hobeck, Küsel, Rosian, Schweinitz, Tryppehna, Wallwitz og Zeddenick indlemmet i Möckern. Byens areal blev dermed øget fra 246,28 km² til 416,33 km².

## Seværdigheder
Øst for markespladsen i centrum ligger Schloss Möckern. Den ældste del er det kvadratiske Bergfried fra middelalderen. Det nuværende bygninger er fra 1840, og der er en engelsk landskabspark  ved slottet.